# Championnat du monde de motocross 2013
Navigation
Édition précédente Édition suivante
Le championnat du monde de motocross 2013 compte 17 grands prix dans les catégories MX1 et MX2.

## Grands Prix de la saison 2013

### MX1 et MX2
| Manche | Date             | Grand Prix                          | Lieu                       | Classe | Course 1            | Course 2            | Vainqueur du Grand Prix |
| ------ | ---------------- | ----------------------------------- | -------------------------- | ------ | ------------------- | ------------------- | ----------------------- |
| 1      | 2 mars 2013      | Grand prix du Qatar                 | Lusail                     | MX1    | Clément Desalle     | Antonio Cairoli     | Clément Desalle         |
| 1      | 2 mars 2013      | Grand prix du Qatar                 | Lusail                     | MX2    | Jeffrey Herlings    | Jeffrey Herlings    | Jeffrey Herlings        |
| 2      | 10 mars 2013     | Grand prix de Thaïlande             | Si Racha                   | MX1    | Antonio Cairoli     | Antonio Cairoli     | Antonio Cairoli         |
| 2      | 10 mars 2013     | Grand prix de Thaïlande             | Si Racha                   | MX2    | Jeffrey Herlings    | Jeffrey Herlings    | Jeffrey Herlings        |
| 3      | 1er avril 2013   | Grand prix des Pays-Bas             | Valkenswaard               | MX1    | Antonio Cairoli     | Ken de Dycker       | Antonio Cairoli         |
| 3      | 1er avril 2013   | Grand prix des Pays-Bas             | Valkenswaard               | MX2    | Jeffrey Herlings    | Jeffrey Herlings    | Jeffrey Herlings        |
| 4      | 14 avril 2013    | Grand prix du Trentin               | Pietramurata               | MX1    | Antonio Cairoli     | Antonio Cairoli     | Antonio Cairoli         |
| 4      | 14 avril 2013    | Grand prix du Trentin               | Pietramurata               | MX2    | Jeffrey Herlings    | Jeffrey Herlings    | Jeffrey Herlings        |
| 5      | 21 avril 2013    | Grand prix de Bulgarie              | Sevlievo                   | MX1    | Gautier Paulin      | Antonio Cairoli     | Gautier Paulin          |
| 5      | 21 avril 2013    | Grand prix de Bulgarie              | Sevlievo                   | MX2    | Jeffrey Herlings    | Jeffrey Herlings    | Jeffrey Herlings        |
| 6      | 5 mai 2013       | Grand prix du Portugal              | Águeda                     | MX1    | Gautier Paulin      | Antonio Cairoli     | Gautier Paulin          |
| 6      | 5 mai 2013       | Grand prix du Portugal              | Águeda                     | MX2    | Jeffrey Herlings    | Jeffrey Herlings    | Jeffrey Herlings        |
| 7      | 19 mai 2013      | Grand prix du Brésil                | Beto Carrero World Penha   | MX1    | Antonio Cairoli     | Antonio Cairoli     | Antonio Cairoli         |
| 7      | 19 mai 2013      | Grand prix du Brésil                | Beto Carrero World Penha   | MX2    | Jeffrey Herlings    | José Butron         | Jeffrey Herlings        |
| 8      | 9 juin 2013      | Grand prix de France                | Circuit Raymond Demy Ernée | MX1    | Gautier Paulin      | Antonio Cairoli     | Antonio Cairoli         |
| 8      | 9 juin 2013      | Grand prix de France                | Circuit Raymond Demy Ernée | MX2    | Jeffrey Herlings    | Jeffrey Herlings    | Jeffrey Herlings        |
| 9      | 16 juin 2013     | Grand prix d'Italie                 | Maggiora                   | MX1    | Clément Desalle     | Gautier Paulin      | Gautier Paulin          |
| 9      | 16 juin 2013     | Grand prix d'Italie                 | Maggiora                   | MX2    | Jeffrey Herlings    | Jeffrey Herlings    | Jeffrey Herlings        |
| 10     | 30 juin 2013     | Grand prix de Suède                 | Uddevalla                  | MX1    | Antonio Cairoli     | Antonio Cairoli     | Antonio Cairoli         |
| 10     | 30 juin 2013     | Grand prix de Suède                 | Uddevalla                  | MX2    | Christophe Charlier | Jeffrey Herlings    | Jeffrey Herlings        |
| 11     | 7 juillet 2013   | Grand prix de Lettonie              | Ķegums                     | MX1    | Ken de Dycker       | Antonio Cairoli     | Antonio Cairoli         |
| 11     | 7 juillet 2013   | Grand prix de Lettonie              | Ķegums                     | MX2    | Jeffrey Herlings    | Jeffrey Herlings    | Jeffrey Herlings        |
| 12     | 14 juillet 2013  | Grand prix de Finlande              | Hyvinkää                   | MX1    | Antonio Cairoli     | Antonio Cairoli     | Antonio Cairoli         |
| 12     | 14 juillet 2013  | Grand prix de Finlande              | Hyvinkää                   | MX2    | Jeffrey Herlings    | Jeffrey Herlings    | Jeffrey Herlings        |
| 13     | 28 juillet 2013  | Grand prix d'Allemagne              | Lausitzring Schipkau       | MX1    | Clément Desalle     | Antonio Cairoli     | Antonio Cairoli         |
| 13     | 28 juillet 2013  | Grand prix d'Allemagne              | Lausitzring Schipkau       | MX2    | Jeffrey Herlings    | Jeffrey Herlings    | Jeffrey Herlings        |
| 14     | 4 août 2013      | Grand prix de la République tchèque | Loket                      | MX1    | Clément Desalle     | Clément Desalle     | Clément Desalle         |
| 14     | 4 août 2013      | Grand prix de la République tchèque | Loket                      | MX2    | Jeffrey Herlings    | Jeffrey Herlings    | Jeffrey Herlings        |
| 15     | 18 août 2013     | Grand prix de Belgique              | Bastogne                   | MX1    | Antonio Cairoli     | Clément Desalle     | Clément Desalle         |
| 15     | 18 août 2013     | Grand prix de Belgique              | Bastogne                   | MX2    | Dean Ferris         | Dean Ferris         | Dean Ferris             |
| 16     | 25 août 2013     | Grand prix de Grande Bretagne       | Winchester                 | MX1    | Antonio Cairoli     | Clément Desalle     | Clément Desalle         |
| 16     | 25 août 2013     | Grand prix de Grande Bretagne       | Winchester                 | MX2    | Dean Ferris         | Christophe Charlier | Glenn Coldenhoff        |
| 17     | 8 septembre 2013 | Grand prix du Benelux               | Lierop                     | MX1    | Shaun Simpson       | Antonio Cairoli     | Shaun Simpson           |
| 17     | 8 septembre 2013 | Grand prix du Benelux               | Lierop                     | MX2    | Jeffrey Herlings    | Jeffrey Herlings    | Jeffrey Herlings        |

### MX3
| Manche | Date               | Grand Prix                          | Lieu         | Classe | Course 1         | Course 2         | Vainqueur du Grand Prix |
| ------ | ------------------ | ----------------------------------- | ------------ | ------ | ---------------- | ---------------- | ----------------------- |
| 1      | 31 mars 2013       | Grand prix du Pays-Bas              | Valkenswaard | MX3    | Mike Kras        | Gert Krestinov   | Gert Krestinov          |
| 2      | 5 mai 2013         | Grand prix de Bulgarie              | Troyan       | MX3    | Matthias Walkner | Matthias Walkner | Matthias Walkner        |
| 3      | 26 mai 2013        | Grand prix d'Ukraine                | Belgorod     | MX3    | Matthias Walkner | Martin Michek    | Matthias Walkner        |
| 4      | 9 juin 2013        | Grand prix de Slovénie              | Orehova Vas  | MX3    | Klemen Gercar    | Gert Krestinov   | Klemen Gercar           |
| 5      | 16 juin 2013       | Grand prix d'Italie                 | Maggiora     | MX3    | Martin Michek    | Matthias Walkner | Klemen Gercar           |
| 6      | 21 juillet 2013    | Grand prix d'Ukraine                | Tchernivtsi  | MX3    | František Smola  | Martin Michek    | Martin Michek           |
| 7      | 25 août 2013       | Grand prix de Grande bretagne       | Winchester   | MX3    | Klemen Gercar    | Shane Carless    | Klemen Gercar           |
| 8      | 1er septembre 2013 | Grand prix de la République tchèque | Pacov        | MX3    | Florent Richier  | Matthias Walkner | Florent Richier         |
| 9      | 8 septembre 2013   | Grand prix de Slovaquie             | Šenkvice     | MX3    | Matthias Walkner | Florent Richier  | František Smola         |

## Classement des pilotes

### MX1
| Pos. | Pilote              | Pays            | Constructeur | Pts |
| ---- | ------------------- | --------------- | ------------ | --- |
| 1.   | Antonio Cairoli     | Italie          | KTM          | 761 |
| 2.   | Clément Desalle     | Belgique        | Suzuki       | 671 |
| 3.   | Ken de Dycker       | Belgique        | KTM          | 607 |
| 4.   | Kevin Strijbos      | Belgique        | Suzuki       | 553 |
| 5.   | Gautier Paulin      | France          | Kawasaki     | 539 |
| 6.   | Tommy Searle        | Grande-Bretagne | Kawasaki     | 487 |
| 7.   | Jérémy Van Horebeek | Belgique        | Kawasaki     | 431 |
| 8.   | Evgueny Bobryshev   | Russie          | Honda        | 348 |
| 9.   | Shaun Simpson       | Grande-Bretagne | Yamaha       | 316 |
| 10.  | Maximilian Nagl     | Allemagne       | Honda        | 314 |
| 11.  | David Philippaerts  | Italie          | Honda        | 296 |
| 12.  | Joël Roelants       | Belgique        | Yamaha       | 265 |
| 13.  | Rui Goncalves       | Portugal        | KTM          | 240 |
| 14.  | Tanel Leok          | Estonie         | TM           | 232 |
| 15.  | Davide Guarneri     | Italie          | KTM          | 195 |
| 16.  | Matiss Karro        | Lettonie        | KTM          | 187 |
| 17.  | Xavier Boog         | France          | KTM          | 173 |
| 18.  | Jonathan Barragan   | Espagne         | KTM          | 152 |
| 19.  | Augusts Justs       | Lettonie        | Honda        | 101 |
| 20.  | Milko Potisek       | France          | Yamaha       | 87  |
| 21.  | Herjan Brakke       | Pays-Bas        | Yamaha       | 61  |
| 22.  | Steven Frossard     | France          | Yamaha       | 60  |
| 23.  | Dennis Ullrich      | Allemagne       | KTM          | 30  |
| 24.  | Lauri Lehtla        | Estonie         | KTM          | 25  |
| 25.  | Marc de Reuver      | Pays-Bas        | Honda        | 24  |
| 26.  | Mykola Paschynskyi  | Ukraine         | KTM          | 22  |
| 27.  | Nicolas Aubin       | France          | Honda        | 21  |
| 28.  | Ludvig Söderberg    | Finlande        | KTM          | 20  |
| 29.  | Jason Dougan        | Grande-Bretagne | Honda        | 19  |
| 30.  | Rick Satink         | Pays-Bas        | Yamaha       | 18  |

### MX2
| Pos. | Pilote               | Pays            | Constructeur | Pts |
| ---- | -------------------- | --------------- | ------------ | --- |
| 1.   | Jeffrey Herlings     | Pays-Bas        | KTM          | 742 |
| 2.   | Jordi Tixier         | France          | KTM          | 607 |
| 3.   | Jose Butron          | Espagne         | KTM          | 518 |
| 4.   | Christophe Charlier  | France          | Yamaha       | 490 |
| 5.   | Glenn Coldenhoff     | Pays-Bas        | KTM          | 472 |
| 6.   | Dean Ferris          | Australie       | Yamaha       | 463 |
| 7.   | Jake Nicholls        | Grande-Bretagne | KTM          | 424 |
| 8.   | Alessandro Lupino    | Italie          | Kawasaki     | 330 |
| 9.   | Dylan Ferrandis      | France          | Kawasaki     | 329 |
| 10.  | Max Anstie           | Grande-Bretagne | Suzuki       | 320 |
| 11.  | Petar Petrov         | Bulgarie        | Yamaha       | 312 |
| 12.  | Romain Febvre        | France          | KTM          | 296 |
| 13.  | Alexandre Tonkov     | Russie          | Honda        | 267 |
| 14.  | Mel Pocock           | Grande-Bretagne | Yamaha       | 261 |
| 15.  | Harri Kullas         | Finlande        | KTM          | 224 |
| 16.  | Maxime Desprey       | France          | Yamaha       | 207 |
| 17.  | Pascal Rauchenecker  | Autriche        | KTM          | 134 |
| 18.  | Stefan Kjer Olsen    | Danemark        | Honda        | 122 |
| 19.  | Elliott Banks-Browne | Grande-Bretagne | KTM          | 119 |
| 20.  | Tim Gajser           | Slovénie        | KTM          | 112 |
| 21.  | Jason Clermont       | France          | Kawasaki     | 112 |
| 22.  | Kevin Fors           | Belgique        | Yamaha       | 99  |
| 23.  | Julien Lieber        | Belgique        | Suzuki       | 71  |
| 24.  | Ivo Monticelli       | Italie          | TM           | 71  |
| 25.  | Even Heybie          | Norvège         | KTM          | 71  |
| 26.  | Priit Ratsepp        | Estonie         | KTM          | 46  |
| 27.  | Jérémy Seewer        | Suisse          | Suzuki       | 44  |
| 28.  | Valentin Teillet     | France          | Kawasaki     | 42  |
| 29.  | Arnaud Tonus         | Suisse          | Kawasaki     | 29  |
| 30.  | Steven Lenoir        | France          | KTM          | 26  |

### MX3
| Pos. | Pilote                | Pays               | Constructeur | Pts |
| ---- | --------------------- | ------------------ | ------------ | --- |
| 1.   | Klemen Gercar         | Slovénie           | Honda        | 353 |
| 2.   | Martin Michek         | République tchèque | KTM          | 347 |
| 3.   | Matthias Walkner      | Autriche           | KTM          | 321 |
| 4.   | Gert Krestinov        | Estonie            | Kawasaki     | 291 |
| 5.   | Frantisek Smola       | République tchèque | KTM          | 246 |
| 6.   | Christian Brockel     | Allemagne          | KTM          | 182 |
| 7.   | Petr Michalek         | République tchèque | Honda        | 164 |
| 8.   | Pier Filippo Bertuzzo | Italie             | Yamaha       | 160 |
| 9.   | Petr Bartos           | République tchèque | KTM          | 140 |
| 10.  | Ludvig Söderberg      | Finlande           | KTM          | 119 |